# Bernard Valcourt
Hon. Bernard Valcourt, PC, QC (* 18. Februar 1952 in Saint-Quentin, New Brunswick) ist ein kanadischer Politiker der Progressiv-konservativen Partei Kanadas sowie seit 2003 der Konservativen Partei Kanadas, der unter anderem zwischen 1984 und 1993 Mitglied des Unterhauses war sowie von 1989 bis 1993 verschiedene Ministerämter im 24. und im 25. Kabinett Kanadas bekleidete. Er war zwischen 1995 und 1999 Mitglied der Legislativversammlung von New Brunswick sowie zugleich zwischen 1995 und 1997 Vorsitzender der Progressive Conservative Party of New Brunswick und Oppositionsführer in der Legislativversammlung. Er war zwischen 2011 und 2015 abermals Mitglied des Unterhauses und bekleidete von 2012 bis 2015 erneut verschiedene Ministerämter im 28. Kabinett.

## Leben

### Abgeordneter des Unterhauses, Parlamentarischer Sekretär und Staatsminister
Valcourt absolvierte nach dem Schulbesuch ein Studium der Rechtswissenschaften und war nach seiner Zulassung als Rechtsanwalt sowie später auch als Notar tätig. Für seine anwaltlichen Verdienste wurde er zum Kronanwalt (Queen’s Counsel) ernannt. Bei der Unterhauswahl am 4. September 1984 wurde er für die Progressiv-konservative Partei Kanadas im Wahlkreis Madawaska-Victoria mit 16.411 Stimmen erstmals zum Mitglied des Unterhauses gewählt und gehörte diesem nach seiner Wiederwahl bei der Unterhauswahl am 21. November 1988 mit 14.747 Stimmen bis zu seiner Niederlagen bei der darauf folgenden Unterhauswahl am 25. Oktober 1993 an, als er mit 15.042 Stimmen gegen Pierrette Ringuette von der Liberalen Partei unterlag, auf die 13.385 Wählerstimmen entfielen. Zu Beginn seiner Parlamentszugehörigkeit war er in der 33. Legislaturperiode (1984 bis 1988) zunächst Mitglied der Ständigen Ausschüsse für Finanzen, Handel und Wirtschaft, für Justiz und Recht sowie für Schätzungen.
Am 1. November 1984 wurde Valcourt im 24. Kabinett von Premierminister Brian Mulroney zunächst Parlamentarischer Sekretär beim Staatsminister für Wissenschaft und Technologie sowie im Anschluss zwischen dem 25. November 1985 und dem 29. Juni 1986 Parlamentarischer Sekretär beim Minister für nationale Einkünfte, Elmer MacKay. Danach fungierte er zwischen dem 30. Juni 1986 und dem 29. Januar 1989 als Staatsminister für Kleinunternehmen und Tourismus und war zudem Mitglied der Kabinettsausschüsse für Regierungsoperationen (4. Juli bis 14. September 1986), für das Schatzamt (4. Juli 1986 bis 19. April 1988), für wirtschaftliche und regionale Entwicklung (4. Juli 1986 bis 29. Januar 1989) sowie für Privatisierung, Regulierungsangelegenheiten und Operationen (4. Juli 1986 bis 29. Januar 1989). Gleichzeitig war er zwischen dem 27. August 1987 und dem 29. Januar 1989 zudem Staatsminister beim Minister für Indianerangelegenheiten und Entwicklung des Nordens, Bill McKnight. Des Weiteren fungierte er vom 20. April 1988 bis zum 29. Januar 1989 auch als Mitglied der Kabinettsausschüsse für soziale Entwicklung sowie für Gesetzgebung und Wohnungsbauplanung.

### Bundesminister im 24. und 25. Kabinett
Im Zuge einer Kabinettsumbildung übernahm Valcourt im 24. Kabinett am 30. Januar 1989 von Harvie Andre das Amt als Minister für Konsumenten- und Unternehmensangelegenheiten, bekleidete dieses Amt jedoch nur für einige Monate bis zu seinem Rücktritt am 1. August 1989, woraufhin Harvie Andre das Amt erneut geschäftsführend übernahm. Der Grund für seinen Rücktritt aus dem Kabinett am 1. August 1989 war, dass er in einen Motorradunfall unter Alkoholeinfluss verwickelt war, der ihn ein Auge kostete. Er war zugleich vom 30. Januar 1989 bis zum 19. März 1990 Mitglied des Sonderausschusses des Kronrates und des Kabinettsausschusses für Wirtschaftspolitik. Weiterhin war er zwischen dem 30. Januar 1989 und dem 24. Juni 1993 Mitglied des Kabinettsausschusses für Prioritäten und Planung sowie des Weiteren vom 30. Januar 1989 bis zum 3. Januar 1993 Mitglied der Kabinettsausschüsse für Ausgabenüberprüfung sowie für Kommunikation.
Im Rahmen einer neuerlichen Kabinettsumbildung wurde Valcourt am 23. Februar 1990 Nachfolger von Thomas Siddon als Minister für Fischerei und Ozeane und hatte dieses Amt bis zum 20. April 1991, woraufhin John Crosbie ihn ablöste. In dieser Funktion war er zudem zwischen dem 20. März 1990 und dem 20. April 1991 auch Mitglied der Kabinettsausschüsse für Handelsverwaltung sowie für Umwelt. Bei einer weiteren Umbildung des 24. Kabinetts übernahm er am 21. April 1991 von Barbara McDougall das Amt als Minister für Beschäftigung und Einwanderung und hatte dieses bis zum Ende der Amtszeit von Premierminister Mulroney am 24. Juni 1993 inne. Während dieser Zeit fungierte er zwischen dem 21. April 1991 und dem 3. Januar 1993 als Vize-Vorsitzender des Kabinettsausschusses für Wirtschafts- und Handelspolitik sowie als Mitglied der Kabinettsausschüsse für Operationen und für Kanadische Einheit und Verfassungsverhandlungen. Darüber hinaus war er vom 21. April 1991 bis zum 24. Juni 1993 Mitglied der Kabinettsausschüsse für Außen- und Verteidigungspolitik sowie für Sicherheit und Nachrichtendienste. Zum Ende des 24. Kabinetts übernahm er noch zwischen dem 18. und 24. Juni 1993 für Benoît Bouchard kommissarisch auch die Aufgaben als Minister für nationale Gesundheit und Wohlfahrt wahr.
Im darauf folgenden 25. Kabinett Kanadas von Premierministerin Kim Campbell bekleidete Valcourt zwischen dem 25. Juni und dem 3. November 1993 weiterhin das Amt als Minister für Beschäftigung und Einwanderung sowie als Arbeitsminister und war zeitgleich zuständiger Kabinettsminister für New Brunswick. Er war ferner zwischen dem 25. Juni und dem 3. November 1993 Mitglied der Kabinettsausschüsse für Wirtschafts- und Umweltpolitik sowie für Sozialpolitik.

### Provinzpolitiker in New Brunswick, Rückkehr ins Unterhaus und Bundesminister im 28. Kabinett
Nach seinem Ausscheiden aus Unterhaus und Bundesregierung arbeitete Valcourt zunächst wieder als Rechtsanwalt und Notar und wurde am 11. September 1995 zum Mitglied der Legislativversammlung von New Brunswick gewählt und vertrat in dieser bis zum 6. Juni 1999 den Wahlkreis Edmunston. Während dieser Zeit wurde er am 14. Mai 1995 Nachfolger von Dennis Cochrane als Vorsitzender der Progressive Conservative Party of New Brunswick und hatte diese Funktion bis zum 17. Oktober 1997 inne, woraufhin Bernard Lord ihn ablöste. In dieser Funktion übernahm er am 15. Mai 1995 von Danny Cameron auch den Posten als Oppositionsführer in der Legislativversammlung von New Brunswick und behielt diese bis zu seiner Ablösung durch Elvy Robichaud am 17. Oktober 1997.
Nachdem er sich fast zwölf Jahre lang aus der Politik zurückgezogen hatte, wurde Valcourt, der seit 2003 Mitglied der Konservativen Partei Kanadas ist, bei der Unterhauswahl am 2. Mai 2011 mit 14.224 Stimmen im Wahlkreis Madawaska-Restigouche erneut zum Mitglied des Unterhauses gewählt und konnte sich dabei gegen den Wahlkreisinhaber Jean-Claude D’Amours von der Liberal Party durchsetzen, auf den 12.309 Wählerstimmen entfielen. Er behielt dieses Mandat bis zur nächsten Unterhauswahl am 19. Oktober 2015 als mit 6151 Wählerstimmen dem liberalen Kandidaten René Arseneault unterlag, der 20.778 Stimmen erhielt.
Nach dem gleichzeitigen Wahlsieg der Konservativen Partei bei der Unterhauswahl am 2. Mai 2011 übernahm Valcourt im 28. Kabinett unter Premierminister Stephen Harper zwischen dem 18. Mai 2011 und dem 21. Februar 2013 als Staatsminister beim Minister für das atlantische Kanada Keith Ashfield sowie als Staatsminister für Frankophonie beim Außenminister John Russell Baird. In dieser Funktion wurde er durch Beschluss 2011-578 vom 18. Mai 2011 auch Mitglied des Kronrates. Er war zugleich zwischen dem 18. Mai 2011 und dem 21. Februar 2021 Mitglied des Kabinettsausschusses für Auswärtiges und Verteidigung sowie vom 18. Mai 2011 bis zum 21. Februar 2013 des Kabinettsausschusses für das Schatzamt. Des Weiteren löste er am 7. Juli 2012 Julian Fantino als Beigeordneter Minister für nationale Verteidigung ab und behielt dieses Amt bis zu seiner Ablösung durch Kerry-Lynne Findlay am 21. Februar 2013.
Im Zuge einer neuerlichen Umbildung des 28. Kabinetts löste Valcourt am 22. März 2013 James Moore als Minister für Angelegenheiten der Ureinwohner und Entwicklung des Nordens ab und übte diese Funktion bis zum Ende der Amtszeit von Premierminister Harper am 3. November 2015 aus. Während dieser Zeit war er zwischen dem 22. Februar und dem 14. Juli 2013 erst Mitglied und daraufhin vom 15. Juli 2013 bis zum 3. November 2015 Vize-Vorsitzender des Kabinettsausschusses für Soziales sowie zugleich zwischen dem 15. Juli 2013 und dem 5. November 2015 Mitglied des Kabinettsausschusses für Prioritäten und Planung.

## Weblink
- The Hon. Bernard Valcourt, P.C., Q.C., M.P. In: Homepage des Unterhauses. Abgerufen am 4. März 2024 (englisch).